# 北海道道785号丰富中顿别线
北海道道785号丰富中顿别线（日语：北海道道785号豊富中頓別線）是一条连结北海道丰富町和中顿别町的普通道级道路（北海道道）。

## 道路概况
- 起点：北海道天盐郡丰富町日曹（＝北海道道84号丰富滨顿别线交点）
- 終点：北海道枝幸郡中顿别町上駒（＝国道275号交点）
- 总長：29.6千米

## 共线区间
- 天盐郡幌延町上問寒（北海道道645号上问寒幌延停车场线）
- 幌延町上問寒 - 中問寒（北海道道583号上问寒问寒别停车场线）

## 经过的自治体
- 宗谷综合振兴局
  - 天盐郡
    - 丰富町
    - 幌延町

  - 枝幸郡
    - 中頓別町

## 主要连接道路
- 丰富町
  - 北海道道84号丰富滨顿别线
- 幌延町
  - 北海道道645号上问寒幌延停车场线
  - 北海道道583号上问寒问寒别停车场线
- 中頓別町
  - 国道275号

## 隧道
- 丰幌隧道（310米）

## 历史
- 1972年9月26日 路線勘定。